# Mandy Sekiguchi
Mandy Sekiguchi (関口 メンディー Sekiguchi Mendī?,  Nueva Jersey, Estados Unidos, 25 de enero de 1991) es un bailarín y actor japonés, conocido por ser miembro de los grupos Exile y Generations from Exile Tribe. Es representado por LDH y Rhythm Zone.

## Biografía
Sekiguchi nació el 25 de enero de 1991 en el estado de Nueva Jersey, Estados Unidos, pero fue criado en Shinagawa, Tokio. Su padre es nigeriano y su madre es japonesa. Se graduó de la Ikubunkan High School, y comenzó a bailar mientras estudiaba en la universidad, pero terminaría por abandonar sus estudios.
En abril de 2011, Sekiguchi participó en la audición Exile Professional Gym (EXPG) producida por Hiro, y fue seleccionado como miembro de Generations from Exile Tribe. En abril de 2012, se convirtió en miembro oficial de Generations y debutó con el grupo en noviembre. El 27 de abril de 2014, Sekiguchi aprobó la Exile Performer Battle Audition y se convirtió en miembro de Exile. El 15 de abril de 2016, formó la unidad de hip-hop, "Honest Boyz". Sekiguchi también es el MC de un grupo llamado Mandy (estilizado como MANDY).

## Grupos
- Generations from Exile Tribe (abril de 2011 - presente)
- Exile (abril de 2013 - presente)
- ®ag Pound (2015 - presente)
- Honest Boyz (abril de 2016 - presente)

## Filmografía

### Televisión
| Año  | Título                                                         | Cadena  | Notas |
| ---- | -------------------------------------------------------------- | ------- | ----- |
| 2013 | Kyūkyoku no Otoko wa Dareda? Saikyō Sports Danshi Chōjō Kessen | TBS     |       |
| 2014 | Wao                                                            | Fuji TV |       |
| 2014 | Viking                                                         | Fuji TV |       |

### Teatro
| Año  | Título  | Papel  |
| ---- | ------- | ------ |
| 2014 | Changes | Kuruma |

### Dramas
| Año  | Título           | Cadena   | Notas                             | Ref.  |
| ---- | ---------------- | -------- | --------------------------------- | ----- |
| 2016 | Night Hero Naoto | TV Tokyo | Episodio 5; escena de baile final | [ 7 ] |

### Anuncios
| Año  | Tpitulo                                      |
| ---- | -------------------------------------------- |
| 2015 | Daiichi Kosho Company Live DAM Stadium       |
| 2015 | Bandai Namco Entertainment Taiko no Tatsujin |
| 2016 | SoftBank "Sponach Live"                      |